# Premis Young Artist
El Premi Young Artist també conegut com el Hollywood Young Artist Award. Els premis es presenten anualment per la Fundació Joves Artistes. Iniciat en 1979 per l'Associació de la Premsa Estrangera de Hollywood (Premis Globus d'Or). Els premis es lliuren als joves actors amb talent en la televisió i les pel·lícules que d'una altra manera podria ser eclipsat pels seus coprotagonistes grans.
Durant els primers vint anys, se'ls anomenava Youth In Film Awards. El nom de Premi Young Artist va ser utilitzat per primera vegada en la 21a cerimònia anual de premis el 19 de març de 2000.

## Associació de Joves Artistes
Young Artist Association o Associació de Joves Artistes (coneguda originalment com the Hollywood Women's Photo and Press Club —Club de Fotografia i Premsa de les Dones de Hollywood—, i posteriorment, the Youth in Film Association o Associació de la Joventut al Cinema) és una organització sense ànim de lucre fundada el 1978 per al reconeixement i recompensa de l'excel·lència dels actors joves i per proporcionar beques per a artistes joves físicament discapacitats o amb problemes financers. The Young Artist Association va ser la primera organització a establir una cerimònia de lliurament de premis específicament dedicada a reconèixer i premiar les contribucions d'actors menors de 21 anys en cinema, televisió, teatre i música.

## Fundació de joves artistes
La Fundació Young Artist és una organització no lucrativa fundada el 1978 a Hollywood per Maureen Dragone i dedicada al lliurament de beques per artistes joves, permetent-los seguir una carrera artística de la seva opció. El programa de beques és finançat exclusivament per donacions incloent la contribució de Hollywood Foreign Press Association.

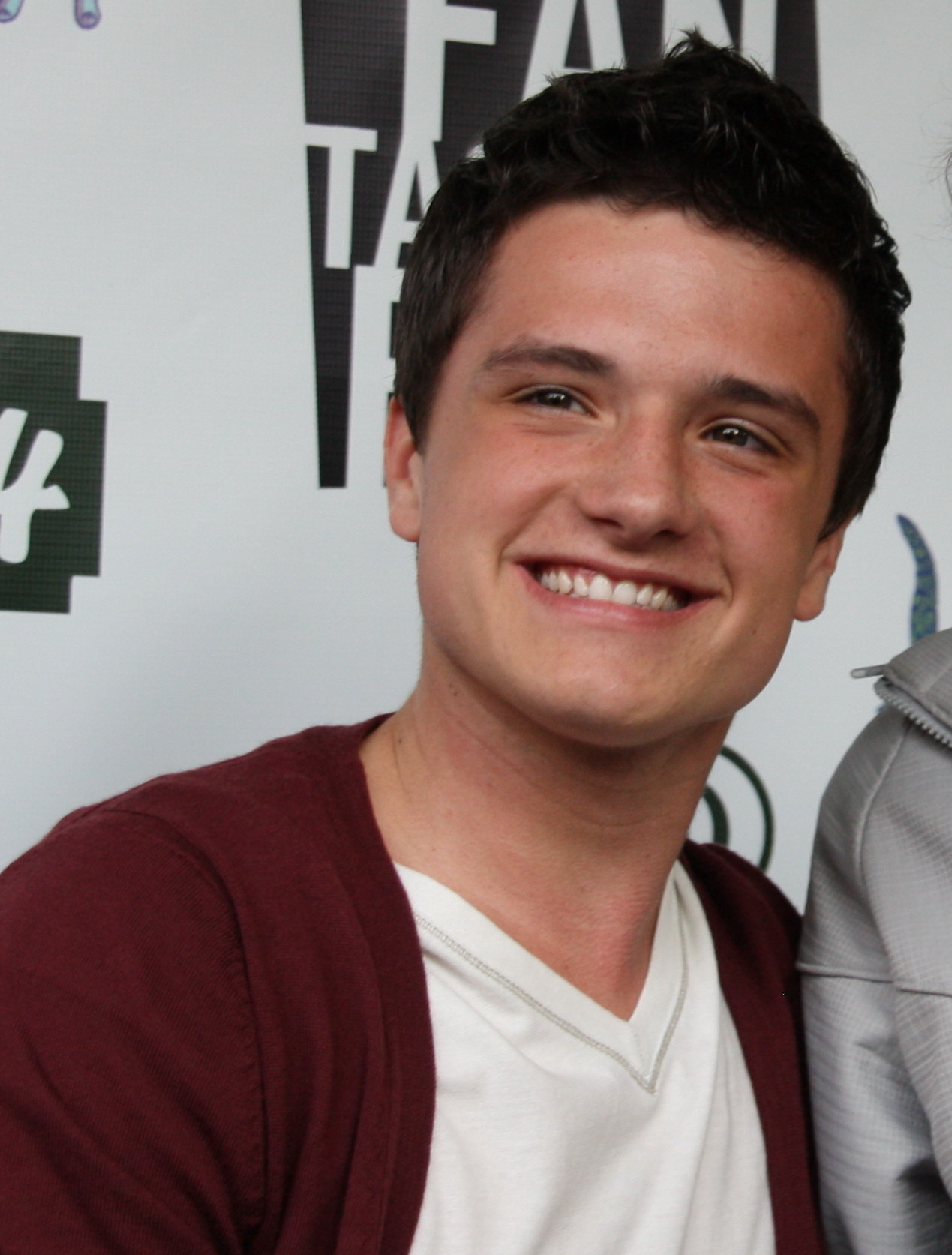
Josh Hutcherson

## Superlatius- Homes

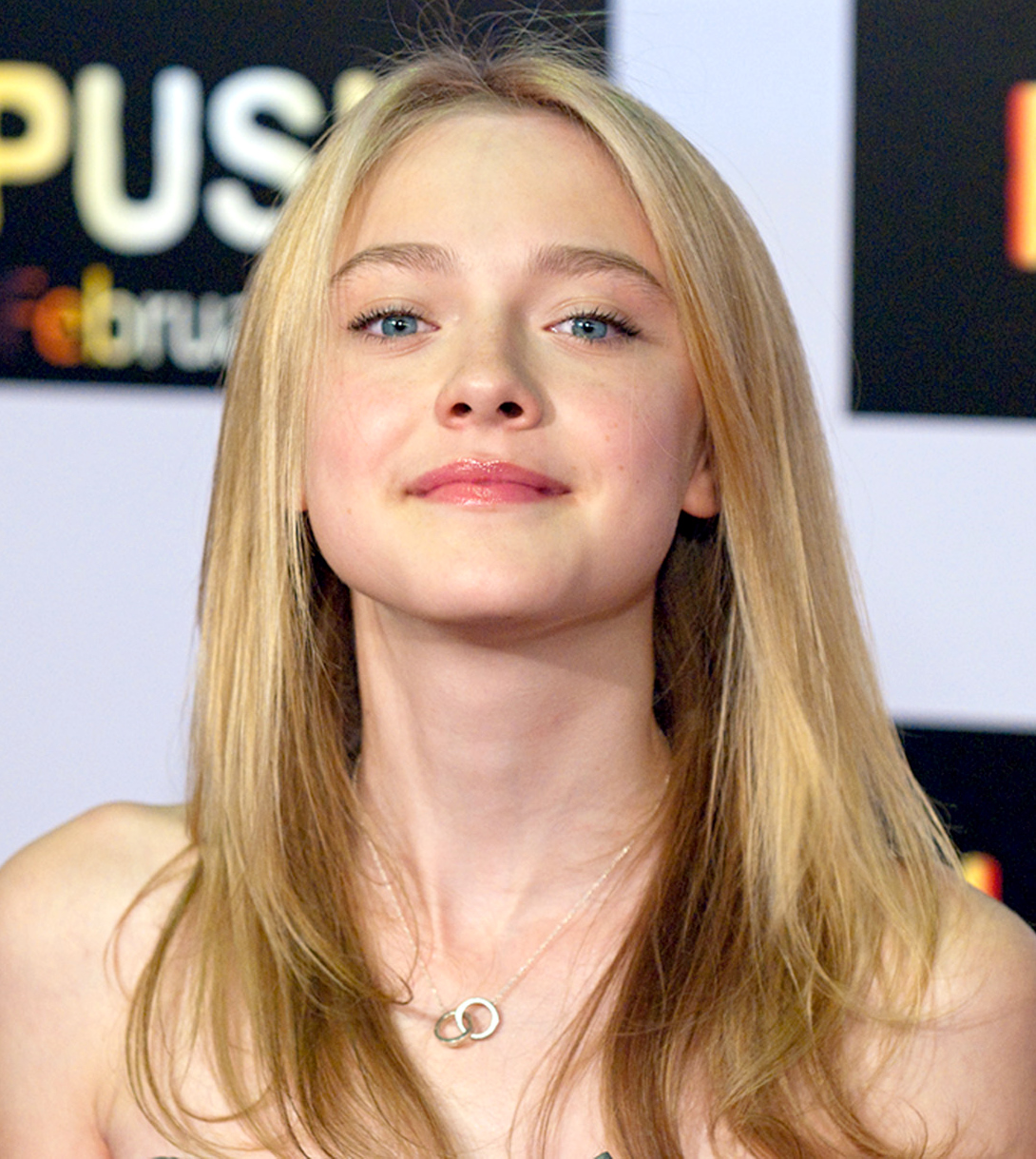
Dakota Fanning

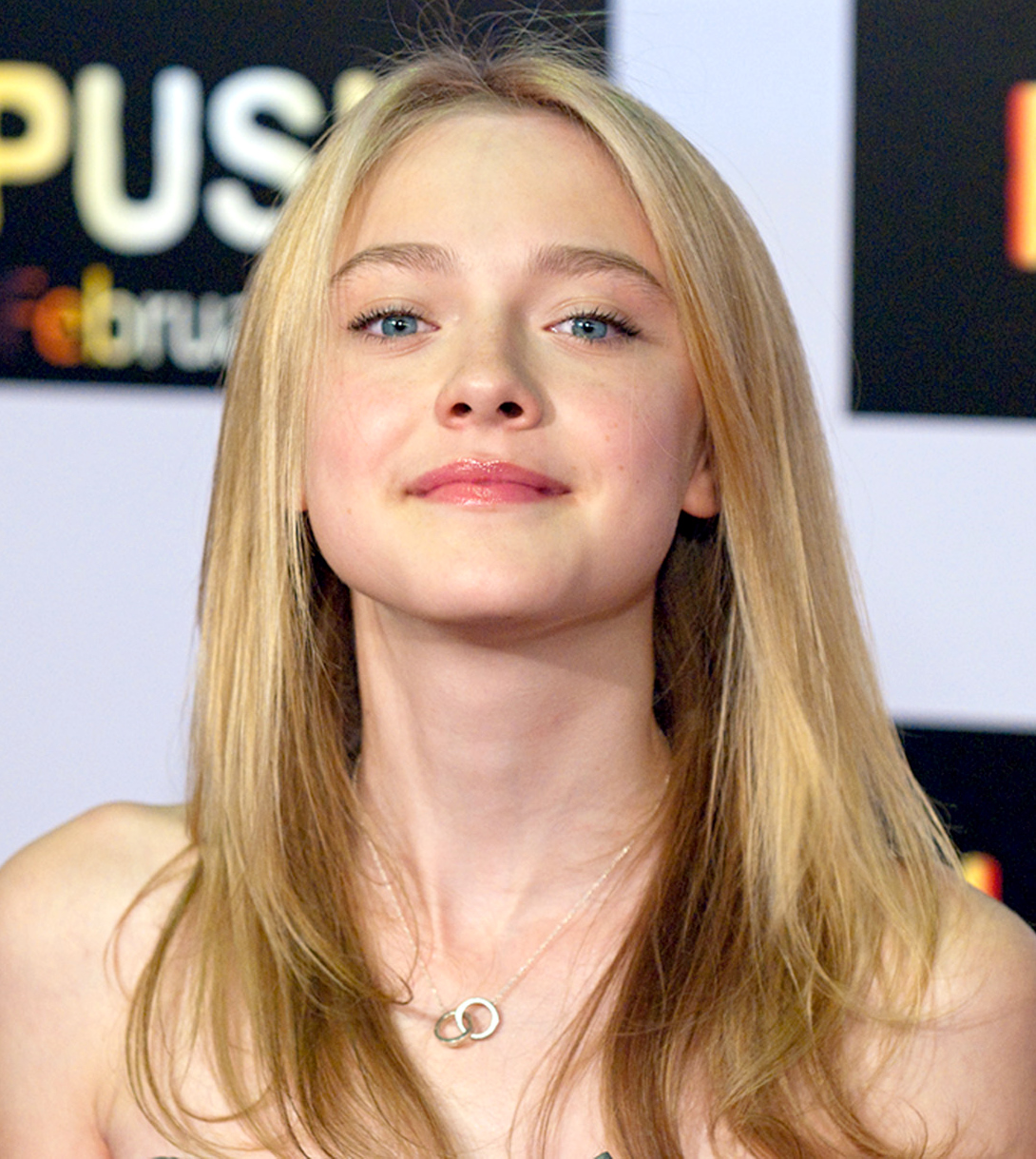
Dakota Fanning

| Superlatiu                                                                                         | Actor             | guanyadors | Nominacions   |
| -------------------------------------------------------------------------------------------------- | ----------------- | ---------- | ------------- |
| Actors amb més victòries com a "Millor Actor Protagonista Jove en una Pel·lícula"                  | Sean Astin        | 2 premis   | 2 nominacions |
| Actors amb més victòries com a "Millor Actor Protagonista Jove en una Pel·lícula"                  | Corey Feldman     | 2 premis   | 2 nominacions |
| Actors amb més victòries com a "Millor Actor Protagonista Jove en una Pel·lícula"                  | Josh Hutcherson   | 2 premis   | 4 nominacions |
| Actors amb més nominacions com a "Millor Actor Protagonista Jove en una Pel·lícula"                | Josh Hutcherson   | 2 premis   | 4 nominacions |
| Actors amb més nominacions com a "Millor Actor Protagonista Jove en una Pel·lícula"                | Haley Joel Osment | 1 premi    | 4 nominacions |
| Actors amb més nominacions com a "Millor Actor Protagonista Jove en una Pel·lícula"                | Elijah Wood       | 1 premi    | 4 nominacions |
| Actor amb més nominacions com a "Millor Actor Protagonista Jove en una Pel·lícula" (sense guanyar) | Freddie Highmore  | 0 premis   | 4 nominacions |

## Superlatius- Dones
| Superlatiu                                                                       | Actriu          | premis   | Nominacions   |
| -------------------------------------------------------------------------------- | --------------- | -------- | ------------- |
| Actrius amb més victòries com a "Millor actriu jove en una pel·lícula"           | Thora Birch     | 2 premis | 4 nominacions |
| Actrius amb més victòries com a "Millor actriu jove en una pel·lícula"           | Anna Chlumsky   | 3 premis | 2 nominacions |
| Actrius amb més victòries com a "Millor actriu jove en una pel·lícula"           | Dakota Fanning  | 3 premis | 5 nominacions |
| Actrius amb més victòries com a "Millor actriu jove en una pel·lícula"           | Diane Lane      | 2 premis | 3 nominacions |
| Actriu amb més nominacions com a "Millor actriu jove en una pel·lícula"          | Dakota Fanning  | 3 premis | 5 nominacions |
| Actriu amb més nominacions "Millor actriu jove en una pel·lícula"(sense guanyar) | Christina Ricci | 0 premis | 4 nominacions |

## Guanyadors
| Millor Actuació en una pel·lícula - actor principal jove      | Millor Actuació en una pel·lícula - actor principal jove      | Millor Actuació en una pel·lícula - actor principal jove      | Millor Actuació en una pel·lícula - actriu principal jove      | Millor Actuació en una pel·lícula - actriu principal jove      | Millor Actuació en una pel·lícula - actriu principal jove      |
| Any                                                           | Actor                                                         | Pel·lícula                                                    | Any                                                            | Actriu                                                         | Pel·lícula                                                     |
| ------------------------------------------------------------- | ------------------------------------------------------------- | ------------------------------------------------------------- | -------------------------------------------------------------- | -------------------------------------------------------------- | -------------------------------------------------------------- |
| 1979                                                          | Dennis Christopher                                            | Breaking Away                                                 | 1º                                                             | Diane Lane                                                     | A Little Romance                                               |
| 1980                                                          | Justin Henry                                                  | Kramer vs. Kramer                                             | 2º                                                             | Diane Lane                                                     | Touched by Love                                                |
| 1981                                                          | Ricky Schroder                                                | The Earthling                                                 | 3º                                                             | Kristy McNichol                                                | Only When I Laugh                                              |
| 1982                                                          | Henry Thomas                                                  | E. T., l'extraterrestre                                       | 4º                                                             | Aileen Quinn                                                   | Annie                                                          |
| 1983                                                          | C. Thomas Howell                                              | The Outsiders                                                 | 5º                                                             | Katherine Healy                                                | Six Weeks                                                      |
| 1984                                                          | Anthony Michael Hall                                          | Sixteen Candles                                               | 6º                                                             | Molly Ringwald                                                 | Sixteen Candles                                                |
| 1985                                                          | Sean Astin                                                    | Els Goonies                                                   | 7º                                                             | Meredith Salenger                                              | The Journey of Natty Gann                                      |
| 1986                                                          | Peter Billingsley                                             | The Dirt Bike Kid                                             | 8º                                                             | Laura Jacoby                                                   | Rad                                                            |
| 1987                                                          | River Phoenix                                                 | The Mosquit Coast                                             | 9º                                                             | Lisa Bonet                                                     | El cor de l'àngel                                              |
| 1988                                                          | Christian Beli                                                | L'imperi del Sol                                              | 10º                                                            | Hayley Taylor Block                                            | Touch of a Stranger                                            |
| 1989                                                          | Sean Astin                                                    | Staying Together                                              | 11º                                                            | Winona Ryder                                                   | Great Balls of Fire!                                           |
| 1990                                                          | Macaulay Culkin                                               | Home Alone                                                    | 12º                                                            | Robin Weisman                                                  | Three Men and a Little Lady                                    |
| 1991                                                          | Ethan Randall                                                 | Dutch                                                         | 13º                                                            | Thora Birch                                                    | Paradise                                                       |
| 1992                                                          | Elijah Wood                                                   | Radio Flyer                                                   | 14º                                                            | Allisen Porter                                                 | Curly Sue                                                      |
| 1993                                                          | Edward FurlongJason James Richter                             | A Home of Our OwnFree Willy                                   | 15º                                                            | Ariana Richards                                                | Parc Juràssic                                                  |
| 1994                                                          | Brad Renfro                                                   | El client                                                     | 16º                                                            | Anna Chlumsky                                                  | My Girl 2                                                      |
| 1995                                                          | Wil Horneff                                                   | Born to Be Wild                                               | 17º                                                            | Anna Chlumsky                                                  | Gold Diggers: The Secret of Bear Mountain                      |
| 1996                                                          | Lucas Black                                                   | Sling Blade                                                   | 18º                                                            | Michelle Trachtenberg                                          | Harriet the Spy                                                |
| 1997                                                          | Blake HeronKevin Zegers                                       | ShilohAir Bud                                                 | 19º                                                            | Mara Wilson                                                    | A Simple Wish                                                  |
| 1998                                                          | Miko Hughes                                                   | Mercury Rising                                                | 20º                                                            | Lindsay LohanJena Malone                                       | The Parent TrapStepmom                                         |
| 1999                                                          | Haley Joel Osment                                             | The Sixth Sense                                               | 21º                                                            | Kimberly J. Brown                                              | Tumbleweeds                                                    |
| 2000                                                          | Rob Brown                                                     | Descobrint a Forrester                                        | 22º                                                            | Elizabeth Huett                                                | Social Misfits                                                 |
| 2001                                                          | Anton Yelchin                                                 | Hearts in Atlantis                                            | 23º                                                            | Scarlett JohanssonEmma Watson                                  | An American RhapsodyHarry Potter i la pedra filosofal          |
| 2002                                                          | Tyler Hoechlin                                                | Camí a la perdició                                            | 24º                                                            | Alexa Vega                                                     | Spy Kids 2: The Island of Lost Dreams                          |
| 2003                                                          | Jeremy Sumpter                                                | Peter Pa                                                      | 25º                                                            | Jenna Boyd                                                     | The Missing                                                    |
| 2004                                                          | Jamie Bell                                                    | Undertow                                                      | 26º                                                            | Emmy Rossum                                                    | El fantasma de l'òpera                                         |
| 2005                                                          | Josh Hutcherson                                               | Zathura                                                       | 27º                                                            | Dakota Fanning                                                 | Dreamer                                                        |
| 2006                                                          | Logan Lerman                                                  | Hoot                                                          | 28º                                                            | Keke Palmer                                                    | Akeelah and the Bee                                            |
| 2007                                                          | Josh Hutcherson                                               | Bridge to Terabithia                                          | 29º                                                            | AnnaSophia Robb                                                | Bridge to Terabithia                                           |
| 2008                                                          | Nate Hartley                                                  | Drillbit Taylor                                               | 30º                                                            | Dakota Fanning                                                 | The Secret Life of Bees                                        |
| 2009                                                          | Max Records                                                   | On viuen els monstres                                         | 31º                                                            | Abigail Breslin                                                | My Sister's Keeper                                             |
| 2010                                                          | Jaden Smith                                                   | The Karate Kid                                                | 32º                                                            | Hailee Steinfeld                                               | True Grit                                                      |
| 2011                                                          | Dakota Goyo                                                   | Real Steel                                                    | 33°                                                            | Chloë Grace Moretz                                             | Hugo                                                           |
| 2012                                                          | Tom Holland                                                   | L'impossible                                                  | 34°                                                            | Kathryn Newton                                                 | Paranormal Activity 4                                          |
| Millor Actuació en una pel·lícula - actor de repartiment jove | Millor Actuació en una pel·lícula - actor de repartiment jove | Millor Actuació en una pel·lícula - actor de repartiment jove | Millor Actuació en una pel·lícula - actriu de repartiment jove | Millor Actuació en una pel·lícula - actriu de repartiment jove | Millor Actuació en una pel·lícula - actriu de repartiment jove |
| Any                                                           | Actor                                                         | Pel·lícula                                                    | Any                                                            | Actriu                                                         | Pel·lícula                                                     |
| 1º                                                            | —                                                             | —                                                             | 1º                                                             | —                                                              | —                                                              |
| 2º                                                            | —                                                             | —                                                             | 2º                                                             | —                                                              | —                                                              |
| 3º                                                            | Matthew Knight                                                | Candles on Bay Street                                         | 3º                                                             | —                                                              | —                                                              |
| 4º                                                            | Robert MacNaughton                                            | E. T., l'extraterrestre                                       | 4º                                                             | Drew Barrymore                                                 | E. T., l'extraterrestre                                        |
| 5º                                                            | Scott Schwartz                                                | The Toy                                                       | 5º                                                             | Missy Francis                                                  | Man, Woman and Child                                           |
| 6º                                                            | Ke Huy Quan                                                   | Indiana Jones and the Temple of Doom                          | 6º                                                             | Elizabeth Shue                                                 | Karate Kid                                                     |
| 7º                                                            | River Phoenix                                                 | Explorers                                                     | 7º                                                             | Sydney Penny                                                   | El genet pàl·lid                                               |
| 8º                                                            | Fred Savage                                                   | The Boy Who Could Fly                                         | 8º                                                             | Gennie James                                                   | Papa Was a Preacher                                            |
| 9º                                                            | Matthew Knight                                                | Gooby —                                                       | 9º                                                             | —                                                              | —                                                              |
| 10º                                                           | —                                                             | —                                                             | 10º                                                            | —                                                              | —                                                              |
| 11º                                                           | Whitby Hetford                                                | A Nightmare on Elm Street 5                                   | 11º                                                            | Gaby Hoffman                                                   | Field of Dreams                                                |
| 12º                                                           | Christian & Joseph Cousins                                    | Kindergarten Cop                                              | 12º                                                            | Christina Ricci                                                | Mermaids                                                       |
| 13º                                                           | Daniel Newman                                                 | Robin Hood, príncep dels lladres                              | 13º                                                            | Sheila Rosenthal                                               | Not Without My Daughter                                        |
| 14º                                                           | Jimmy Workman                                                 | The Addams Family                                             | 14º                                                            | Courtney Peldon                                                | Out on a Limb                                                  |
| 15º                                                           | Joseph Mazzello                                               | Parc Juràssic                                                 | 15º                                                            | Reese Witherspoon                                              | Jack the Bear                                                  |
| 16º                                                           | Matthew McCurley                                              | North                                                         | 16º                                                            | Kirsten Dunst                                                  | Mujercitas                                                     |
| 17º                                                           | Jonathan Hernández                                            | My Family                                                     | 17º                                                            | Kristy Young                                                   | Gordy                                                          |
| 18º                                                           | Blake Bashoff                                                 | Big Bully                                                     | 18º                                                            | Vanessa Lee ChesterClaire Danes                                | Harriet the SpyTo Gillian on Her 37º Birthday                  |
| 19º                                                           | Jeremy Foley                                                  | Dante's Peak                                                  | 19º                                                            | Jessica Biel                                                   | L'or d'Ulisses                                                 |
| 20º                                                           | Michael Welch                                                 | Star Trek IX: insurrecció                                     | 20º                                                            | Brigid Tierney                                                 | Affliction                                                     |
| 21º                                                           | Reeve CarneyRyan Merriman                                     | Snow Falling on CedarsThe Deep End of the Ocean               | 21º                                                            | Thora Birch                                                    | American Beauty                                                |
| 22º                                                           | Rory Culkin                                                   | You Can Count on Me                                           | 22º                                                            | Hayden Panettiere                                              | Remember the Titans                                            |
| 23º                                                           | Jake Thomas                                                   | Intel·ligència artificial                                     | 23º                                                            | Brooke Anne Smith                                              | Max Keeble's Big Move                                          |
| 24º                                                           | Marc Donato                                                   | White Oleander                                                | 24º                                                            | Eva Amurri                                                     | The Banger Sisters                                             |
| 25º                                                           | Scott Terra                                                   | Dickie Roberts: Former Child Star                             | 25º                                                            | Aree Davis                                                     | The Haunted Mansion                                            |
| 26º                                                           | Devon Alan                                                    | Undertow                                                      | 26º                                                            | Kallie Flynn Childress                                         | Sleepover                                                      |
| 27º                                                           | Ridge Canipe                                                  | Walk the Line                                                 | 27º                                                            | Suzuka Ohgo                                                    | Memòries d'una geisha                                          |
| 28º                                                           | Tristan Lake Leabu                                            | Superman Returns                                              | 28º                                                            | Emma Roberts                                                   | Aquamarine                                                     |
| 29º                                                           | Leon G. Thomas III                                            | August Rush                                                   | 29º                                                            | Jasmine Jessica Anthony                                        | 1408                                                           |
| 30º                                                           | Brandon Soo Hoo                                               | Tropic Thunder                                                | 30º                                                            | Christian Serratos                                             | Crepuscle                                                      |
| 31º                                                           | Ty Wood                                                       | The Haunting in Connecticut                                   | 31º                                                            | Sofia VassilievaJessica Carlson                                | My Sister's KeeperCirque du Freak: The Vampire's Assistant     |
| 32º                                                           | Billy Unger                                                   | You Again                                                     | 32º                                                            | Diandra NewlinStefanie Scott                                   | [[Dreamkiller khÉ (pel·lícula)\|Dreamkiller]]Flipped           |

## Superlatius- Homes
| Superlatiu                                                                                         | Actor             | guanyades | Nominacions   |
| -------------------------------------------------------------------------------------------------- | ----------------- | --------- | ------------- |
| Actors amb més victòries com a "Millor Actor Protagonista Jove en una Pel·lícula"                  | Sean Astin        | 2 premis  | 2 nominacions |
| Actors amb més victòries com a "Millor Actor Protagonista Jove en una Pel·lícula"                  | Corey Feldman     | 2 premis  | 2 nominacions |
| Actors amb més victòries com a "Millor Actor Protagonista Jove en una Pel·lícula"                  | Josh Hutcherson   | 2 premis  | 4 nominacions |
| Actors amb més nominacions com a "Millor Actor Protagonista Jove en una Pel·lícula"                | Josh Hutcherson   | 2 premis  | 4 nominacions |
| Actors amb més nominacions com a "Millor Actor Protagonista Jove en una Pel·lícula"                | Haley Joel Osment | 1 premi   | 4 nominacions |
| Actors amb més nominacions com a "Millor Actor Protagonista Jove en una Pel·lícula"                | Elijah Wood       | 1 premi   | 4 nominacions |
| Actor amb més nominacions com a "Millor Actor Protagonista Jove en una Pel·lícula" (sense guanyar) | Freddie Highmore  | 0 premis  | 4 nominacions |

## Superlatius- Dones
| Superlatiu                                                                       | Actriu          | premis   | Nominacions   |
| -------------------------------------------------------------------------------- | --------------- | -------- | ------------- |
| Actrius amb més victòries com a "Millor actriu jove en una pel·lícula"           | Thora Birch     | 2 premis | 4 nominacions |
| Actrius amb més victòries com a "Millor actriu jove en una pel·lícula"           | Anna Chlumsky   | 3 premis | 2 nominacions |
| Actrius amb més victòries com a "Millor actriu jove en una pel·lícula"           | Dakota Fanning  | 3 premis | 5 nominacions |
| Actrius amb més victòries com a "Millor actriu jove en una pel·lícula"           | Diane Lane      | 2 premis | 3 nominacions |
| Actriu amb més nominacions com a "Millor actriu jove en una pel·lícula"          | Dakota Fanning  | 3 premis | 5 nominacions |
| Actriu amb més nominacions "Millor actriu jove en una pel·lícula"(sense guanyar) | Christina Ricci | 0 premis | 4 nominacions |

## Guanyadors
| Millor Actuació en una pel·lícula - actor principal jove      | Millor Actuació en una pel·lícula - actor principal jove      | Millor Actuació en una pel·lícula - actor principal jove      | Millor Actuació en una pel·lícula - actriu principal jove      | Millor Actuació en una pel·lícula - actriu principal jove      | Millor Actuació en una pel·lícula - actriu principal jove      |
| Any                                                           | Actor                                                         | Pel·lícula                                                    | Any                                                            | Actriu                                                         | Pel·lícula                                                     |
| ------------------------------------------------------------- | ------------------------------------------------------------- | ------------------------------------------------------------- | -------------------------------------------------------------- | -------------------------------------------------------------- | -------------------------------------------------------------- |
| 1979                                                          | Dennis Christopher                                            | Breaking Away                                                 | 1º                                                             | Diane Lane                                                     | A Little Romance                                               |
| 1980                                                          | Justin Henry                                                  | Kramer vs. Kramer                                             | 2º                                                             | Diane Lane                                                     | Touched by Love                                                |
| 1981                                                          | Ricky Schroder                                                | The Earthling                                                 | 3º                                                             | Kristy McNichol                                                | Only When I Laugh                                              |
| 1982                                                          | Henry Thomas                                                  | E. T., l'extraterrestre                                       | 4º                                                             | Aileen Quinn                                                   | Annie                                                          |
| 1983                                                          | C. Thomas Howell                                              | The Outsiders                                                 | 5º                                                             | Katherine Healy                                                | Six Weeks                                                      |
| 1984                                                          | Anthony Michael Hall                                          | Sixteen Candles                                               | 6º                                                             | Molly Ringwald                                                 | Sixteen Candles                                                |
| 1985                                                          | Sean Astin                                                    | Els Goonies                                                   | 7º                                                             | Meredith Salenger                                              | The Journey of Natty Gann                                      |
| 1986                                                          | Peter Billingsley                                             | The Dirt Bike Kid                                             | 8º                                                             | Laura Jacoby                                                   | Rad                                                            |
| 1987                                                          | River Phoenix                                                 | The Mosquit Coast                                             | 9º                                                             | Lisa Bonet                                                     | El cor de l'àngel                                              |
| 1988                                                          | Christian Beli                                                | L'imperi del Sol                                              | 10º                                                            | Hayley Taylor Block                                            | Touch of a Stranger                                            |
| 1989                                                          | Sean Astin                                                    | Staying Together                                              | 11º                                                            | Winona Ryder                                                   | Great Balls of Fire!                                           |
| 1990                                                          | Macaulay Culkin                                               | Home Alone                                                    | 12º                                                            | Robin Weisman                                                  | Three Men and a Little Lady                                    |
| 1991                                                          | Ethan Randall                                                 | Dutch                                                         | 13º                                                            | Thora Birch                                                    | Paradise                                                       |
| 1992                                                          | Elijah Wood                                                   | Radio Flyer                                                   | 14º                                                            | Allisen Porter                                                 | Curly Sue                                                      |
| 1993                                                          | Edward FurlongJason James Richter                             | A Home of Our OwnFree Willy                                   | 15º                                                            | Ariana Richards                                                | Parc Juràssic                                                  |
| 1994                                                          | Brad Renfro                                                   | El client                                                     | 16º                                                            | Anna Chlumsky                                                  | My Girl 2                                                      |
| 1995                                                          | Wil Horneff                                                   | Born to Be Wild                                               | 17º                                                            | Anna Chlumsky                                                  | Gold Diggers: The Secret of Bear Mountain                      |
| 1996                                                          | Lucas Black                                                   | Sling Blade                                                   | 18º                                                            | Michelle Trachtenberg                                          | Harriet the Spy                                                |
| 1997                                                          | Blake HeronKevin Zegers                                       | ShilohAir Bud                                                 | 19º                                                            | Mara Wilson                                                    | A Simple Wish                                                  |
| 1998                                                          | Miko Hughes                                                   | Mercury Rising                                                | 20º                                                            | Lindsay LohanJena Malone                                       | The Parent TrapStepmom                                         |
| 1999                                                          | Haley Joel Osment                                             | The Sixth Sense                                               | 21º                                                            | Kimberly J. Brown                                              | Tumbleweeds                                                    |
| 2000                                                          | Rob Brown                                                     | Descobrint a Forrester                                        | 22º                                                            | Elizabeth Huett                                                | Social Misfits                                                 |
| 2001                                                          | Anton Yelchin                                                 | Hearts in Atlantis                                            | 23º                                                            | Scarlett JohanssonEmma Watson                                  | An American RhapsodyHarry Potter i la pedra filosofal          |
| 2002                                                          | Tyler Hoechlin                                                | Camí a la perdició                                            | 24º                                                            | Alexa Vega                                                     | Spy Kids 2: The Island of Lost Dreams                          |
| 2003                                                          | Jeremy Sumpter                                                | Peter Pan                                                     | 25º                                                            | Jenna Boyd                                                     | The Missing                                                    |
| 2004                                                          | Jamie Bell                                                    | Undertow                                                      | 26º                                                            | Emmy Rossum                                                    | El fantasma de l'òpera                                         |
| 2005                                                          | Josh Hutcherson                                               | Zathura                                                       | 27º                                                            | Dakota Fanning                                                 | Dreamer                                                        |
| 2006                                                          | Logan Lerman                                                  | Hoot                                                          | 28º                                                            | Keke Palmer                                                    | Akeelah and the Bee                                            |
| 2007                                                          | Josh Hutcherson                                               | Bridge to Terabithia                                          | 29º                                                            | AnnaSophia Robb                                                | Bridge to Terabithia                                           |
| 2008                                                          | Nate Hartley                                                  | Drillbit Taylor                                               | 30º                                                            | Dakota Fanning                                                 | The Secret Life of Bees                                        |
| 2009                                                          | Max Records                                                   | On viuen els monstres                                         | 31º                                                            | Abigail Breslin                                                | My Sister's Keeper                                             |
| 2010                                                          | Jaden Smith                                                   | The Karate Kid                                                | 32º                                                            | Hailee Steinfeld                                               | True Grit                                                      |
| 2011                                                          | Dakota Goyo                                                   | Real Steel                                                    | 33°                                                            | Chloë Grace Moretz                                             | Hugo                                                           |
| 2012                                                          | Tom Holland                                                   | L'impossible                                                  | 34°                                                            | Kathryn Newton                                                 | Paranormal Activity 4                                          |
| Millor Actuació en una pel·lícula - actor de repartiment jove | Millor Actuació en una pel·lícula - actor de repartiment jove | Millor Actuació en una pel·lícula - actor de repartiment jove | Millor Actuació en una pel·lícula - actriu de repartiment jove | Millor Actuació en una pel·lícula - actriu de repartiment jove | Millor Actuació en una pel·lícula - actriu de repartiment jove |
| Any                                                           | Actor                                                         | Pel·lícula                                                    | Any                                                            | Actriu                                                         | Pel·lícula                                                     |
| 1º                                                            | —                                                             | —                                                             | 1º                                                             | —                                                              | —                                                              |
| 2º                                                            | —                                                             | —                                                             | 2º                                                             | —                                                              | —                                                              |
| 3º                                                            | Matthew Knight                                                | Candles on Bay Street                                         | 3º                                                             | —                                                              | —                                                              |
| 4º                                                            | Robert MacNaughton                                            | E. T., l'extraterrestre                                       | 4º                                                             | Drew Barrymore                                                 | E. T., l'extraterrestre                                        |
| 5º                                                            | Scott Schwartz                                                | The Toy                                                       | 5º                                                             | Missy Francis                                                  | Man, Woman and Child                                           |
| 6º                                                            | Ke Huy Quan                                                   | Indiana Jones and the Temple of Doom                          | 6º                                                             | Elizabeth Shue                                                 | Karate Kid                                                     |
| 7º                                                            | River Phoenix                                                 | Explorers                                                     | 7º                                                             | Sydney Penny                                                   | El genet pàl·lid                                               |
| 8º                                                            | Fred Savage                                                   | The Boy Who Could Fly                                         | 8º                                                             | Gennie James                                                   | Papa Was a Preacher                                            |
| 9º                                                            | Matthew Knight                                                | Gooby —                                                       | 9º                                                             | —                                                              | —                                                              |
| 10º                                                           | —                                                             | —                                                             | 10º                                                            | —                                                              | —                                                              |
| 11º                                                           | Whitby Hetford                                                | A Nightmare on Elm Street 5                                   | 11º                                                            | Gaby Hoffman                                                   | Field of Dreams                                                |
| 12º                                                           | Christian & Joseph Cousins                                    | Kindergarten Cop                                              | 12º                                                            | Christina Ricci                                                | Mermaids                                                       |
| 13º                                                           | Daniel Newman                                                 | Robin Hood, príncep dels lladres                              | 13º                                                            | Sheila Rosenthal                                               | Not Without My Daughter                                        |
| 14º                                                           | Jimmy Workman                                                 | The Addams Family                                             | 14º                                                            | Courtney Peldon                                                | Out on a Limb                                                  |
| 15º                                                           | Joseph Mazzello                                               | Parc Juràssic                                                 | 15º                                                            | Reese Witherspoon                                              | Jack the Bear                                                  |
| 16º                                                           | Matthew McCurley                                              | North                                                         | 16º                                                            | Kirsten Dunst                                                  | Donetes                                                        |
| 17º                                                           | Jonathan Hernández                                            | My Family                                                     | 17º                                                            | Kristy Young                                                   | Gordy                                                          |
| 18º                                                           | Blake Bashoff                                                 | Big Bully                                                     | 18º                                                            | Vanessa Lee ChesterClaire Danes                                | Harriet the SpyTo Gillian on Her 37 Birthday                   |
| 19º                                                           | Jeremy Foley                                                  | Dante's Peak                                                  | 19º                                                            | Jessica Biel                                                   | L'or d'Ulisses                                                 |
| 20º                                                           | Michael Welch                                                 | Star Trek IX: insurrection                                    | 20º                                                            | Brigid Tierney                                                 | Affliction                                                     |
| 21º                                                           | Reeve CarneyRyan Merriman                                     | Snow Falling on CedarsThe Deep End of the Ocean               | 21º                                                            | Thora Birch                                                    | American Beauty                                                |
| 22º                                                           | Rory Culkin                                                   | You Can Count on Me                                           | 22º                                                            | Hayden Panettiere                                              | Remember the Titans                                            |
| 23º                                                           | Jake Thomas                                                   | Intel·ligència artificial                                     | 23º                                                            | Brooke Anne Smith                                              | Max Keeble's Big Move                                          |
| 24º                                                           | Marc Donato                                                   | White Oleander                                                | 24º                                                            | Eva Amurri                                                     | The Banger Sisters                                             |
| 25º                                                           | Scott Terra                                                   | Dickie Roberts: Former Child Star                             | 25º                                                            | Aree Davis                                                     | The Haunted Mansion                                            |
| 26º                                                           | Devon Alan                                                    | Undertow                                                      | 26º                                                            | Kallie Flynn Childress                                         | Sleepover                                                      |
| 27º                                                           | Ridge Canipe                                                  | Walk the Line                                                 | 27º                                                            | Suzuka Ohgo                                                    | Memòries d'una geisha                                          |
| 28º                                                           | Tristan Lake Leabu                                            | Superman Returns                                              | 28º                                                            | Emma Roberts                                                   | Aquamarine                                                     |
| 29º                                                           | Leon G. Thomas III                                            | August Rush                                                   | 29º                                                            | Jasmine Jessica Anthony                                        | 1408                                                           |
| 30º                                                           | Brandon Soo Hoo                                               | Tropic Thunder                                                | 30º                                                            | Christian Serratos                                             | Crepuscle                                                      |
| 31º                                                           | Ty Wood                                                       | The Haunting in Connecticut                                   | 31º                                                            | Sofia VassilievaJessica Carlson                                | My Sister's KeeperCirque du Freak: The Vampire's Assistant     |
| 32º                                                           | Billy Unger                                                   | You Again                                                     | 32º                                                            | Diandra NewlinStefanie Scott                                   | DreamkillerFlipped                                             |